# Бевеев, Мингиян Валерьевич
Мингиян Валерьевич Бевеев (род. 30 ноября 1995, Верхний Яшкуль, Республика Калмыкия) — российский футболист, защитник клуба «Балтика».

## Биография
Воспитанник РСДЮШОР по футболу, Элиста. Футболом стал заниматься в 10 лет. Первый тренер — Виктор Анатольевич Михайличенко. С 2014 года — в составе астраханского «Волгаря». Не сыграв ни одного матча в сезоне ФНЛ 2014/15, следующий сезон провёл в аренде в команде ПФЛ «МИТОС» Новочеркасск. Единственный матч за «Волгарь» провёл 24 августа 2016 года в игре 1/32 финала Кубка России 2016/17 против «Легиона-Динамо» (2:1). В феврале 2017 был отдан в аренду в «Носту», летом подписал полноценный контракт. В декабре 2017 перешёл в «Урал» Екатеринбург. Играл за молодёжную и вторую команды, единственный матч за главную команду провёл 25 сентября 2018 во встрече 1/16 финала Кубка России 2018/19 с «Нефтехимиком» (3:2). В январе 2020 года перешёл в «КАМАЗ», через два года — в красноярский «Енисей», с которым дошёл до полуфинала Кубка России 2021/22 и по итогу вошел в символическую сборную 1/2 финала Кубка России и всего турнира.
В июне 2022 года снова стал игроком «Урала», за клуб провёл три сезона. 15 июня 2025 года стал игроком калининградской «Балтики» и подписал контракт с клубом до 30 июня 2027 года. 18 июля 2025 года дебютировал за «Балтику» в гостевом матче против московского «Динамо».